# Les Serres (Borrassà)
Les Serres és una serra situada al municipi de Borrassà a la comarca de l'Alt Empordà, amb una elevació màxima de 105,5 metres.